# Ouratea rigida
Ouratea rigida är en tvåhjärtbladig växtart som beskrevs av Adolf Engler. Ouratea rigida ingår i släktet Ouratea och familjen Ochnaceae. Inga underarter finns listade i Catalogue of Life.